# Sheezus
Sheezus là album phòng thu thứ ba của ca sĩ người Anh Lily Allen. Album được phát hành vào ngày 2 tháng 5 năm 2014 bởi Parlophone. Đây là tác phẩm đầu tiên của Allen kể từ khi cô tạm ngừng hoạt động âm nhạc vào năm 2009 sau khi phát hành album phòng thu thứ hai, It’s Not Me, It’s You (2009). Vào tháng 6 năm 2012, Allen thông báo rằng cô ấy sẽ trở lại với các hoạt động âm nhạc, tiết lộ đã thu âm một album mới và rằng cô ấy sẽ trở lại sử dụng nghệ danh của mình.
Sheezus có sự tham gia sản xuất của cộng tác viên lâu năm Greg Kurstin, cùng với những nghệ sĩ như Shellback, DJ Dahi và Fraser T. Smith. Sau khi phát hành, Sheezus nhận được nhiều đánh giá trái chiều từ các nhà phê bình âm nhạc. Album ra mắt ở vị trí số một trên UK Albums Chart, trở thành album quán quân thứ hai liên tiếp của Allen.
Trước khi phát hành chính thức, Allen đã phát hành 2 đĩa đơn. Đĩa đơn mở đường "Hard out Here" được phát hành vào ngày 17 tháng 11 năm 2013 và tiến vào UK Singles Chart ở vị trí thứ chín, mang lại cho Allen đĩa đơn thứ hai lọt top 10. "Air Balloon" được phát hành với vai trò là đĩa đơn thứ hai trong album, đạt vị trí thứ bảy trên UK Singles Chart.

## Danh sách bài hát
| Phiên bản tiêu chuẩn | Phiên bản tiêu chuẩn                | Phiên bản tiêu chuẩn                      | Phiên bản tiêu chuẩn | Phiên bản tiêu chuẩn |
| STT                  | Nhan đề                             | Sáng tác                                  | Sản xuất             | Thời lượng           |
| -------------------- | ----------------------------------- | ----------------------------------------- | -------------------- | -------------------- |
| 1.                   | "Sheezus"                           | Lily Allen Dacoury Natche                 | DJ Dahi              | 3:54                 |
| 2.                   | "L8 CMMR"                           | Allen Greg Kurstin                        | Kurstin              | 3:24                 |
| 3.                   | "Air Balloon"                       | Allen Shellback                           | Shellback            | 3:48                 |
| 4.                   | "Our Time"                          | Allen Kurstin                             | Kurstin              | 4:19                 |
| 5.                   | "Insincerely Yours"                 | Allen Kurstin                             | Kurstin              | 3:39                 |
| 6.                   | "Take My Place"                     | Allen Kurstin Karen Poole                 | Kurstin              | 3:31                 |
| 7.                   | "As Long as I Got You"              | Allen Kurstin Poole                       | Kurstin              | 3:23                 |
| 8.                   | "Close Your Eyes"                   | Allen Kurstin                             | Kurstin              | 3:36                 |
| 9.                   | "URL Badman"                        | Allen Kurstin                             | Kurstin              | 3:39                 |
| 10.                  | "Silver Spoon"                      | Allen Kurstin                             | Kurstin              | 3:37                 |
| 11.                  | "Life for Me"                       | Allen Kurstin Poole                       | Kurstin              | 4:00                 |
| 12.                  | "Hard out Here"                     | Allen Kurstin                             | Kurstin              | 3:31                 |
| 13.                  | "Interlude"                         | Benjamin Garrett Allen                    | Fryars (Garrett)     | 1:38                 |
| 14.                  | "Somewhere Only We Know" (tặng kèm) | Tom Chaplin Richard Hughes Tim Rice-Oxley | Paul Beard           | 3:28                 |
| Tổng thời lượng:     | Tổng thời lượng:                    | Tổng thời lượng:                          | Tổng thời lượng:     | 49:40                |

| Phiên bản cao cấp tặng kèm | Phiên bản cao cấp tặng kèm    | Phiên bản cao cấp tặng kèm       | Phiên bản cao cấp tặng kèm       | Phiên bản cao cấp tặng kèm |
| STT                        | Nhan đề                       | Sáng tác                         | Sản xuất                         | Thời lượng                 |
| -------------------------- | ----------------------------- | -------------------------------- | -------------------------------- | -------------------------- |
| 1.                         | "Wind Your Neck In"           | Allen Kurstin                    | Kurstin                          | 3:19                       |
| 2.                         | "Who Do You Love?"            | Garrett Allen                    | Fryars (Garrett) [a] DJ Dahi [a] | 3:26                       |
| 3.                         | "Miserable Without Your Love" | Garrett Allen                    | Fryars (Garrett) [a] DJ Dahi [a] | 3:23                       |
| 4.                         | "Holding On to Nothing"       | Allen Fraser T. Smith Rice-Oxley | Smith                            | 2:59                       |
| 5.                         | "Somewhere Only We Know"      | Chaplin Hughes Rice-Oxley        | Beard                            | 3:28                       |
| Tổng thời lượng:           | Tổng thời lượng:              | Tổng thời lượng:                 | Tổng thời lượng:                 | 60:59                      |

| Phiên bản Nhật Bản tặng kèm | Phiên bản Nhật Bản tặng kèm                | Phiên bản Nhật Bản tặng kèm | Phiên bản Nhật Bản tặng kèm        | Phiên bản Nhật Bản tặng kèm |
| STT                         | Nhan đề                                    | Sáng tác                    | Sản xuất                           | Thời lượng                  |
| --------------------------- | ------------------------------------------ | --------------------------- | ---------------------------------- | --------------------------- |
| 15.                         | "Wind Your Neck In"                        | Allen Kurstin               | Kurstin                            | 3:19                        |
| 16.                         | "Who Do You Love?"                         | Garrett Allen               | Fryars (Garrett) [a] DJ Dahi [a]   | 3:26                        |
| 17.                         | "Miserable Without Your Love"              | Garrett Allen               | Fryars (Garrett) [a] DJ Dahi [a]   | 3:23                        |
| 18.                         | "Holding On to Nothing"                    | Allen Smith Rice-Oxley      | Smith                              | 2:59                        |
| 19.                         | "Air Balloon" (Digital Farm Animals Remix) | Allen Shellback             | Shellback Digital Farm Animals [b] | 4:29                        |
| 20.                         | "Air Balloon" (Taiki & Nulight Dub Remix)  | Allen Shellback             | Shellback Taiki & Nulight [b]      | 5:44                        |

| Phiên bản lưu diễn Nhật Bản giới hạn tặng kèm | Phiên bản lưu diễn Nhật Bản giới hạn tặng kèm | Phiên bản lưu diễn Nhật Bản giới hạn tặng kèm | Phiên bản lưu diễn Nhật Bản giới hạn tặng kèm | Phiên bản lưu diễn Nhật Bản giới hạn tặng kèm |
| STT                                           | Nhan đề                                       | Sáng tác                                      | Sản xuất                                      | Thời lượng                                    |
| --------------------------------------------- | --------------------------------------------- | --------------------------------------------- | --------------------------------------------- | --------------------------------------------- |
| 21.                                           | "Bass Like Home"                              | Allen Kid Harpoon                             | Kid Harpoon                                   | 4:00                                          |

| Phiên bản DVD lưu diễn Nhật Bản giới hạn tặng kèm | Phiên bản DVD lưu diễn Nhật Bản giới hạn tặng kèm | Phiên bản DVD lưu diễn Nhật Bản giới hạn tặng kèm |
| STT                                               | Nhan đề                                           | Thời lượng                                        |
| ------------------------------------------------- | ------------------------------------------------- | ------------------------------------------------- |
| 1.                                                | "Hard out Here" (video âm nhạc)                   | 4:22                                              |
| 2.                                                | "Air Balloon" (video âm nhạc)                     | 4:02                                              |
| 3.                                                | "Our Time" (video âm nhạc)                        | 4:45                                              |
| 4.                                                | "URL Badman" (video âm nhạc)                      | 3:54                                              |
| 5.                                                | "As Long as I Got You" (video âm nhạc)            | 4:09                                              |
| 6.                                                | "Sheezus" (track by track)                        | 19:54                                             |

## Bảng xếp hạng
| Bảng xếp hạng (2014)                     | Vị trí cao nhất |
| ---------------------------------------- | --------------- |
| Album Úc (ARIA)                          | 4               |
| Album Áo (Ö3 Austria)                    | 23              |
| Album Bỉ (Ultratop Vlaanderen)           | 31              |
| Album Bỉ (Ultratop Wallonie)             | 35              |
| Album Canada (Billboard)                 | 16              |
| Album Cộng hòa Séc (ČNS IFPI)            | 26              |
| Album Hà Lan (Album Top 100)             | 26              |
| Album Phần Lan (Suomen virallinen lista) | 32              |
| Album Pháp (SNEP)                        | 32              |
| Album Đức (Offizielle Top 100)           | 20              |
| Album Hungaria (MAHASZ)                  | 3               |
| Album Ireland (IRMA)                     | 4               |
| Album Ý (FIMI)                           | 32              |
| Japanese Albums (Oricon)                 | 26              |
| Album New Zealand (RMNZ)                 | 9               |
| Album Scotland (OCC)                     | 3               |
| Album Tây Ban Nha (PROMUSICAE)           | 36              |
| Album Thụy Sĩ (Schweizer Hitparade)      | 16              |
| Album Anh Quốc (OCC)                     | 1               |
| Album Hoa Kỳ Billboard 200               | 12              |

| Bảng xếp hạng (2014)                      | Vị trí |
| ----------------------------------------- | ------ |
| Hungarian Albums (MAHASZ) Vị trí cao nhất | 77     |
| Hungarian Albums (MAHASZ) doanh số        | 48     |
| UK Albums (OCC)                           | 78     |

## Chứng nhận
| Quốc gia                                  | Chứng nhận | Số đơn vị/doanh số chứng nhận |
| ----------------------------------------- | ---------- | ----------------------------- |
| Hungary (Mahasz)                          | Gold       | 3.000^                        |
| Anh Quốc (BPI)                            | Gold       | 113,054                       |
| ^ Chứng nhận dựa theo doanh số nhập hàng. |            |                               |